# Plagiomenidae
De Plagiomenidae zijn een familie van uitgestorven zoogdieren uit de orde Dermoptera (Huidvliegers). De familie Plagiomenidae omvat zeven geslachten en negen soorten. Alle soorten leefden in Noord-Amerika en de fossielen dateren uit het Paleoceen en Eoceen.

## Soorten
De bekendste soort is Planetetherium mirabile. Deze soort leefde tijdens het Clarkforkian en fossielen zijn bekend van uit cypresmoerasbos ontstane steenkoollagen in Montana en Wyoming. Planetetherium had een lengte van ongeveer 40 cm en een gewicht van circa 2 kg. Net als de hedendaagse vliegende katten had dit dier snijtanden met voorwaarts uitstekende kam, die waarschijnlijk werden gebruikt bij de vachtverzorging. Het genus Elpidophorus met de soorten E. elegans en E. minor leefde van het Torrejonian tot Tiffanian in Noord-Amerika. Fossielen zijn gevonden in Montana, Wyoming en Alberta. De soorten Worlandia inusitata en Tarka stylifera leefden beide in Wyoming, eerstgenoemde soort tijdens het Clarkforkian en de tweede soort tijdens het Uintan.
Twee plagiomeniden zijn gevonden op Ellesmere (Northwest Territories, Canada), een gebied dat binnen de Noordpoolcirkel ligt: Ellesmene eureka en Plagiomene. Het geslacht Plagiomene met de soorten P. accola en P. multicuspis is ook gevonden in gesteentelagen uit het Clarkforkian tot Wasatchian van Wyoming. In het Wasatchian had Ellesmere een subtropisch klimaat en daardoor een rijke flora en fauna. De planten en dieren hadden echter ook te maken met een vier maanden durende winternacht. Naast de plagiomeniden zijn op het eiland ook fossielen gevonden van diverse andere zoogdiersoorten, waaronder de planteneter Coryphodon, de roofdieren Vulpavus, Miacis en Viverravus, de primitieve neushoorn Hyrachyus en het eekhoornachtige knaagdier Paramys, en verschillende vissen, amfibieën en reptielen zoals de alligator Allognathosuchus.